# 島名村
島名村（しまなむら）は、かつて茨城県筑波郡に存在した村である。現在の茨城県つくば市の南西部に位置する。

## 歴史

### 村名の由来
古代の郷名で、旧村の中で最大の村だった島名村から。

### 沿革
- 1889年（明治22年）4月1日 - 町村制の施行に伴い、島名村、高田村、水堀村、面野井村、中別府村、下別府村、上河原崎村、下河原崎村、鬼ヶ窪村が合併して発足。
- 1955年（昭和30年）3月31日 - 谷田部町、小野川村、葛城村、真瀬村と合併し、改めて谷田部町が発足。同日島名村廃止。
- 1987年（昭和62年）11月30日 - 谷田部町が豊里町・大穂町および新治郡桜村と合併してつくば市が発足。

## 交通

### 鉄道路線
現在は首都圏新都市鉄道つくばエクスプレス線の万博記念公園駅が存在する。